# Pegarinhos
Pegarinhos é uma povoação portuguesa sede da Freguesia de Pegarinhos do Município de Alijó, freguesia com 18,78 km² de área e 394 habitantes (censo de 2021), tendo, por isso, uma densidade populacional de 21 hab./km².
Um dos pontos altos que ocorre todos os anos na freguesia é a realização da Romaria de Nossa Senhora dos Aflitos, no último fim-de-semana de Agosto.

## Demografia
A população registada nos censos foi:
| Distribuição da População por Grupos Etários | Distribuição da População por Grupos Etários | Distribuição da População por Grupos Etários | Distribuição da População por Grupos Etários | Distribuição da População por Grupos Etários |
| -------------------------------------------- | -------------------------------------------- | -------------------------------------------- | -------------------------------------------- | -------------------------------------------- |
| Ano                                          | 0-14 Anos                                    | 15-24 Anos                                   | 25-64 Anos                                   | > 65 Anos                                    |
| 2001                                         | 91                                           | 70                                           | 249                                          | 165                                          |
| 2011                                         | 57                                           | 56                                           | 219                                          | 133                                          |
| 2021                                         | 53                                           | 22                                           | 197                                          | 122                                          |

## Povoações
- Pegarinhos
- Castorigo
- Vale de Mir